# گرگور

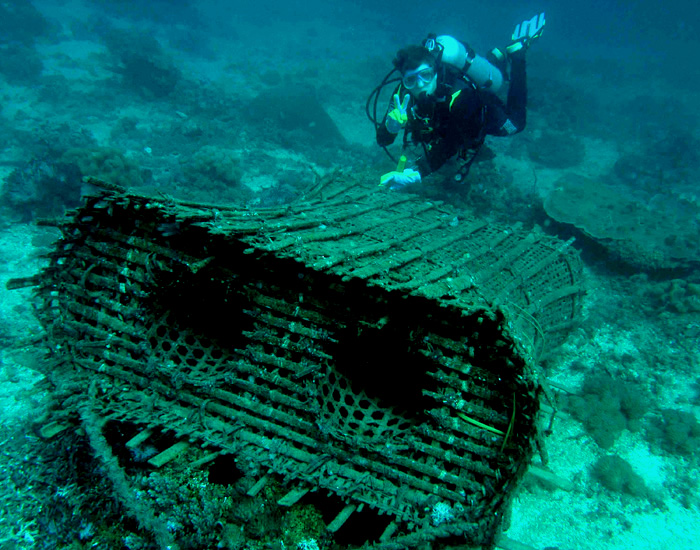
یک گرگور در آب‌های تیمور شرقی.

گَرگور به قفس‌های ماهیگیری ساخته شده از توری گفته می‌شود. کاربرد این گونه ابزار ماهیگیری در کرانه‌های ایرانی خلیج فارس رواج زیاد دارد.
گرگور قفسی توری است که با بند، آن را به ته دریا می‌فرستند و به سر بند یک قطعه چوب پنبه می‌بندند تا محل قرارگرفتن گرگور را گم نکنند. ماهی‌ها از یک دریچه وارد شده و راه برگشت را پیدا نمی‌کنند و درون قفس گیر می‌کنند و فقط ماهی‌های درشت در درون گرگور می‌مانند.

## ساختمان آن
گرگور نوعی قفس بوده که جزو ابزارهای صید تله‌ای محسوب می‌شود. ساختمان آن بسیار ساده است و تنها با داشتن اندک تجربه‌ای می‌توان از آن برای صید استفاده کرد. این ابزار صید برای به دام انداختن گروه زیادی از ماهیان کف‌زی، سخت‌پوستان و بعضی از نرم‌تنان قابل استفاده است.
اشکال و ابعاد گرگورها بسیار متنوع و مصالح مورد استفاده در ساخت آن‌ها متفاوت است. از نظر حجم، ساختمان و وزن نیز، در کشورهای مختلف و بسته به هدف صید، تنوع زیادی در آن‌ها به چشم می‌خورد. بعضی از انواع آن بسیار سنگین بوده و متجاوز از چندین کیلوگرم وزن دارند، به طوری که به کارگیری آن‌ها مستلزم داشتن شناورهای بزرگ و مجهز به وینچ و جرثقیل است. پاره‌ای دیگر نیز سبک بوده و به راحتی توسط دست قابل حمل و به کارگیری هستند.
گرگورهای سنتی و معمول در جنوب ایران از سیم‌های فلزی گالوانیزه نازک (۱۷ و ۱۸) بافته می‌شوند. هر گرگور از سه جزء مجزا شامل بدنه (گنبدی‌شکل)، کف (دایره‌ای شکل) و دریچه ورودی یا مدخل (شکل مخروطی ناقص) تشکیل شده‌است. برای وزین شدن و تسریع در نصب صحیح گرگور بر بستر صیدگاه معمولاً چند تکه لوله گالوانیزه یا میله گرد آهنی نیز در قسمت کف آن بسته می‌شود.
گرگور سنتی که در خلیج فارس و بخشی از دریای عمان مورد استفاده قرار می‌گیرد، به صورت نیم کروی است. در استان‌های خوزستان و بوشهر به نام گرگور و در هرمزگان به نا کلگر معروف است.
- بدنه گرگور به نام‌های دیگری مانند کیسه، دهانه گرگور به نام‌های دیگر مانند فچ یا دماغه و کف گرگور بنام‌های دیگری مانند بن نیز گفته می‌شود. (عبیدی و همکاران، ۱۳۷۲)

## صید با گرگور
ورود ماهی به مدخل گرگور در ابتدا به سهولت انجام می‌شود. این نیز به خاطر شکل خاص ساختمان بدن ماهی و نحوه استقرار باله‌های پشتی و مخرجی در سطح بدن آن است. اگر ماهی در نیمه راه مدخل قصد بازگشت از آن را داشته باشد، وجود خارها مانع از این منظور شده و هیچ راهی جز حرکت به جلو و ورود به محوطه داخل قفس برای آن باقی نمی‌ماند. ماهی تا زمان تخلیه گرگور توسط صیاد محکوم به اسارت در آن خواهد بود.

### صیدگاه‌های مناسب گرگور
معمولاً گرگور در مراکز تجمع آبزیان انزوا طلب یا مسیر مهاجرت بعضی از ماهیان کف‌زی مهاجر مثل سنگسرماهیان به آب انداخته می‌شود. بهترین صیدگاه‌های مورد استفاده برای گرگور در خلیج فارس شامل اطراف جزایر مرجانی، بسترهای صخره‌ای، اطراف سکوهای نفتی و خطوط لوله انتقال نفت در زیر آب می‌باشد.

### مدت صید و متوسط صید با گرگور
متوسط مدت زمان صید با گرگور معمولاً بین ۱۰ روز تا دو هفته است که بسته به شرایط بدی جوی، این زمان تغییر می‌کند. فصل صید با گرگور برای انواع آبزیان معمولاً ۸–۷ ماه در سال است. میزان صید با گرگور در هر نوبت بازدید و تخلیه، شدیداً متغیر بوده و به عواملی چند بستگی دارد. از جمله این عوامل می‌توان به فصل، موقعیت صیدگاه، زمان و مسیر مهاجرت ماهیان کف‌زی و پاره‌ای از فاکتورهای زیست‌محیطی اشاره کرد.

## انواع گرگور
گرگورها را می‌توان به ۴ نوع تقسیم کرد:
- گرگور باطْنه‌ای
- گرگور طمعه‌ای
- گرگور عمانی
- گرگور دو کیسه‌ای

### گرگور باطْنه‌ای (دوبغلی)
که هر طرف آن از کف تا سطح گرگور حدود ۵/۱ متر است، در مناطق شنی و صخره‌ای کاربرد دارد. گرگورهای معروف به باطنه‌ای شامل یک کیسه نیم کره و کف آن بعلاوه دماغه یا دهانه ورودی ماهی تشکیل می‌شود، ماهی‌های صید شده را نیز از همین دهانه ورودی و بازکردن آن تخلیه می‌کردند. گرگورهای باطنه‌ای اصالتاً گرگور بومی نبوده و مربوط به بنادر صیادی باطنه عربستان می‌باشد و در بوشهر از تاریخچه دیرینه‌ای برخوردار نمی‌باشد.

### گرگور طعمه‌ای
ارتفاع آن معمولاً کمتر از گرگور باطنه‌ای است. دارای دریچه فرار نمی‌باشد. در مناطق صخره‌ای و حداکثر در عمق ۲۰ متری کاربرد دارد و بیشتر برای صید بالول (هامور کوچک) استفاده می‌گردد و به همین علت گرگور طعمه‌ای نامیده می‌شود که از گواف و ماهیان ریز به عنوان طعمه‌ای جهت جلب ماهی استفاده می‌گردد.
گرگورها ی طعمه‌ای را در اندازه‌های مختلف می‌ساختند که معمولاً به گرگورهای کوچک زیر سنگی (طعمه‌ای) و بزرگ تقسیم می‌شد، گرگورهای زیر سنگی در اندازه و ارتفاع ۵۰ تا ۶۰ سانتی‌متری می‌ساختند و با پنهان نمودن در زیر سنگ‌ها و صخره‌های ساحلی و آزاد نمودن دهانه ورودی آن، برای صید ماهی در ساحل استفاده می‌کردند.
گرگورهای طعمه‌ای را در اندازه متوسط حداکثر ۱ متر ارتفاع و با قراردادن طعمه در آن و در صیدگاه‌های صخره‌ای استفاده نموده و با بالا کشیدن و بازرسی یک روزه به آن ماهی‌های صید شده را تخلیه می‌کردند. گرگورهای بزرگ را در اندازه‌ای با ارتفاع حداقل ۵/۱ تا ۲ متر می‌بافتند و به صورت انتظاری و با استقرار حداقل ۷ روزه آن در صیدگاه‌های مختلف رسی و صخره‌ای و اعماق مختلف برای صید آبزیان کف زی استفاده می‌کردند.

### گرگور عمانی (بزرگ)
هر طرف آن حدود ۳ متر است و به دلیل گرفتن جای بیشتر در شناور و بازدهی کمتر، خیلی از آن استفاده نمی‌گردد.

### گرگور دو کیسه‌ای
دارای ارتفاعی کمتر از گرگور باطْنه‌ای و نیز درازتر از آن می‌باشد و به علت صید بی‌رویه همه نوع ماهی، در حال حاضر ممنوع شده‌است. در این نوع گرگور که دراز می‌باشد، ماهی از یک طرف وارد و از سوی دیگر خارج می‌کنند.

## گرگور در استان بوشهر
صیادان اکثر مناطق بوشهر ابتدا گرگورهای خود را از نوعی چوب هندی و چینی که در بوشهر «باصچیل» نامیده می‌شود تهیه می‌کردند. باصچیل چوبی تو پُر و محکم می‌باشد که از قدرت انعطاف بسیار بالایی برخوردارمی باشد. انعطاف‌پذیری بالای آن باعث شده تا آن را به صورت رشته‌های نازک و با طول مختلف تقسیم نمایند که به این رشته‌ها چسول می‌گفتن همین امر سبب انتخاب این چوب برای گرگور بافی در دوران‌های گذشته شده‌است. صیادان این چوب را که توسط شناورهای تجارتی بادبانی از هند و چین و بمبئی و مالی‌بار می‌آوردند، خریداری نموده و برای گرگور بافی از آن استفاده می‌کردند.
در هنگامی که با کمبود باصچیل روبرو می‌شدند از شاخه انعطاف‌پذیر متصل به خوشه خرما که به «پنگ» معروف است استفاده می‌کردند و با تراشیدن پنگ و تقسیم آن به تکه‌های نازک در گرگور بافی استفاده می‌کردند.
از تقریباً ۶۰ سال پیش و با وارد شدن سیم بکسل توسط کشتی‌های بین‌المللی به شهر، صیادان با استفاده از رشته سیم‌های بکسل و با بهره‌گیری از مخلوطی از سیم بکسل و رشته چوب‌های باصچیل گرگوری مرکب از سیم و باصچیل تهیه می‌کردند. بعدها و حداقل در دهه ۴۰ و با وارد شدن سیم‌های مخصوص گالوانیزه که ساخت کشور بلژیک و انگلیس بود، گرگورها کاملاً سیمی شده و بافت آن با سیم خالص صورت می‌گرفت.
تعداد گرگورهایی که به یکدیگر می‌بستند در حدود ۸ عدد بود و در اصطلاح محلی به این مجموعه «خِیه» می‌گویند.